# Robert Gawliński
Robert Gawliński (ur. 31 sierpnia 1963 w Warszawie) – polski muzyk rockowy, wokalista i autor tekstów. Członek Akademii Fonograficznej ZPAV.
Współtwórca zespołu Madame, który funkcjonował w latach 1983–1986. Od 1992 wokalista i lider zespołu Wilki, z którym wydał dziewięć albumów: Wilki (1992), Przedmieścia (1993), Acousticus Rockus (1994), 4 (2002), Watra (2004), Obrazki (2006), Światło i mrok (2012), Przez dziewczyny (2016) i Wszyscy marzą o miłości (2022). Również artysta solowy, wydał pięć albumów: Solo (1995), Kwiaty jak relikwie (1997), X (1998), Gra (1999) i Kalejdoskop (2010).

## Życiorys

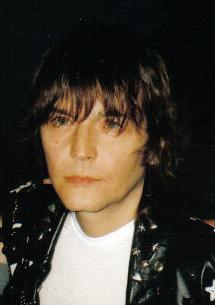
Gawliński (2007)

Był wychowywany przez matkę. Gdy miał siedem lat, jego ojciec opuścił rodzinę. W wieku 19 lat zakończył edukację z wykształceniem średnim, nie zdawał jednak matury. Był zbuntowanym nastolatkiem, a z uwagi na swój ekstrawagancki wygląd miał założone dwie sprawy w sądzie dla nieletnich.
Gdy miał 16 lat, dołączył jako wokalista i gitarzysta do punk rockowego zespołu Gniew, który istniał w latach 1979–1982. Następnie należał do Nieustraszonych Łowców Wampirów. W noc sylwestrową 1982 założył zespół Madame, z którym wystąpił na Festiwalu w Jarocinie w 1984. W tym czasie pomagał Igorowi Czerniawskiemu przy tworzeniu utworu „Wariant C”. Formacja przestała istnieć wiosną 1986, po zarejestrowaniu w warszawskim klubie „Riviera-Remont” materiału na koncertową płytę, która ostatecznie została wydana dopiero w 1999.
Po rozpadzie Madame udzielał się w zespołach Made in Poland oraz Złotousty i Anioły, który założył z Markiem Jackowskim. Zespół rozpadł się po tym, jak Olga Jackowska postanowiła reaktywować Maanam. W 1986 został muzykiem zespołu Opera, który tworzyli dawni muzycy Republiki, z którym zarejestrował materiał koncertowy, wydany dopiero w pierwszych latach następnej dekady. Zespół rozpadł się po reaktywacji Republiki przez Grzegorza Ciechowskiego.
Po rozwiązaniu Opery nawiązał współpracę ze Zbigniewem Hołdysem. Wtedy powstał zespół The Didet Bidet, który tworzyła muzykę określaną przez Gawlińskiego jako „psychodeliczny punk-rock”. W 1992 założył zespół Wilki, z którym zdobył ogólnopolską rozpoznawalność. W latach 1992–1994 rokrocznie wydawał płyty z Wilkami: Wilki, Przedmieścia i Acousticus Rockus. W 1994 zawiesił działalność Wilków, po czym rozpoczął karierę solową.
Do końca lat 90. nagrał i wydał cztery solowe płyty: Solo, Kwiaty jak relikwie, X, Gra. Poza tym zagrał Edwarda Stachurę w filmie Wojaczek (1999) oraz napisał muzykę i zagrał w wystawianym na deskach teatru Ochota dramacie Hamlet Williama Szekspira. W 2001 reaktywował działalność Wilków, z którym wydał kolejne trzy płyty: 4 (2002), Watra (2004) i Obrazki (2006). W 2009 ponownie zawiesił działalność Wilków.
W 2010 wydał piąty solowy album pt. Kalejdoskop. Napisał dwie piosenki dla Anny Wyszkoni – „W całość ułożysz mnie” i „Dźwięki nocy” na jej solowy album pt. Życie jest w porządku z 2012. W tym samym roku był trenerem chóru w programie rozrywkowym TVP2 Bitwa na głosy.

## Życie prywatne
24 września 1987 poślubił Monikę (ur. 30 listopada 1966), którą poznał w 1983 na koncercie zespołu Madame i która jest menedżerką Wilków. Trzy dni przed ślubem zdiagnozowano u niego nowotwór przysadki mózgowej. Po udanej operacji i wyjściu ze szpitala kontynuował karierę. Ma synów-bliźniaków, Emanuela i Beniamina (ur. 2 grudnia 1992), którzy również zostali muzykami Wilków.
W wywiadzie z 2010 roku wyznał, że odszedł z Kościoła.
W marcu 2020 ze względu na epidemię COVID-19 i związane z nią liczne obostrzenia, które w Polsce znacznie dotknęły branżę muzyczną, przeprowadził się wraz z żoną do Grecji.

## Dyskografia

### Albumy solowe
| Rok  | Tytuł               | Certyfikat         |
| ---- | ------------------- | ------------------ |
| 1995 | Solo                | złota płyta (ZPAV) |
| 1997 | Kwiaty jak relikwie |                    |
| 1998 | X                   |                    |
| 1999 | Gra                 |                    |
| 2010 | Kalejdoskop         |                    |

### Albumy gościnnie
| Rok wydania | Główny autor/wykonawca | Tytuł      | Certyfikat         |
| ----------- | ---------------------- | ---------- | ------------------ |
| 1997        | Różni artyści          | Być wolnym |                    |
| 2001        | Grzegorz Ciechowski    | Wiedźmin   | złota płyta (ZPAV) |

### Single
| Rok  | Tytuł                          | Pozycja na liście | Pozycja na liście | Pozycja na liście |
| Rok  | Tytuł                          | LP3               | SLiP              | WiR               |
| ---- | ------------------------------ | ----------------- | ----------------- | ----------------- |
| 1995 | O sobie samym                  | 2                 | 5                 | –                 |
| 1995 | Trzy noce z deszczem           | 2                 | 4                 | –                 |
| 1995 | Ogień i wiatr                  | 21                | 29                | –                 |
| 1996 | Jasne ulice                    | 4                 | 1                 | –                 |
| 1996 | Dokąd zmierzamy                | 34                | 21                | –                 |
| 1997 | Sid i Nancy                    | 14                | 8                 | 1                 |
| 1997 | Nie stało się nic              | 6                 | 12                | –                 |
| 1998 | Tacy jak ja                    | 42                | –                 | –                 |
| 1998 | Wojna i miłość                 | –                 | –                 | –                 |
| 1998 | Kwiaty jak relikwie            | –                 | –                 | –                 |
| 1998 | Długi spacer                   | 37                | 38                | –                 |
| 1998 | Miasto we śnie                 | 21                | 38                | –                 |
| 1998 | Czy czujesz czasem co czuję ja | 43                | 69                | –                 |
| 1999 | Cherman                        | 8                 | 19                | –                 |
| 1999 | Mamy tylko chwilę              | 12                | 22                | –                 |
| 1999 | Pozytywka                      | 37                | 22                | –                 |
| 2000 | Wszystko co mam                | 34                | 29                | –                 |
| 2000 | Beze mnie o mnie               | 26                | 31                | –                 |
| 2001 | O miłości                      | –                 | –                 | 8                 |
| 2001 | Nie pokonasz miłości           | 7                 | 40                | 4                 |
| 2010 | Grzesznicy                     | 24                | 14                | 3                 |
| 2010 | Kalejdoskop bardo              | 46                | –                 | 6                 |
| 2010 | Anioł Miriam                   | –                 | –                 | –                 |
| 2011 | Gdyby nie szerszenie           | 44                | –                 | –                 |